# 강중훈
강중훈은 대한민국의 래퍼다. 2020년 싱글 《Time Machine#》으로 데뷔했다.

## 방송
- 내 전공은 힙합 (2020) - 우승
- 쇼미더머니 10 (2021) - Top132

## 음반
- 대학 힙합 (2020)
- Time Machine# (2020)
- 항해일지 (2021)
- GMZ (2021)